# Mittelsteinach
Mittelsteinach is een plaats in de Duitse gemeente Münchsteinach, deelstaat Beieren, en telt 90 inwoners.